# Рибалочка-чубань
Рибалочка-чубань (Megaceryle) — рід сиворакшоподібних птахів родини рибалочкових (Alcedinidae). Представники цього роду мешкають в Африці, Азії і Америці.

## Опис
Рибалочки-чубані — великі рибалочки, середня довжина яких становить 28-46 см, самці яких важать 138-398 г, а самиці 113-426 г. Африканські рибалочки-чубані є найбільшими представниками свої родини, хоча великі кукабари мають більшу вагу.
Верхня частина тіла у рибалочок-чубанів має темно-сіре або синювато-сіре забарвлення, у африканських і азійських рибалочок-чубанів вона сильно поцяткована білими плямами. Нижня частина тіла у них біла або руда, на грудях є контрастна темна смуга (у самців неотропічного рибалочки-чубаня вона відсутня). На голові у рибалочок-чубанів є помітний чуб. Забарвлення нижньої частини тіла у самців і самиць різниться.
Рибалочки-чубані живляться рибою, ракоподібними або амфібіями, іноді також водними комахами. Вони чатують на здобич, сидячи над водою, а коли її побачать, то швидко пірнають за нею, занурюючись з головою. Ці птахи гніздяться в горизонтальних тунелях, розташованих на березі або піщаній мілині. І самиці, і самиці риють нори, наситджують яйця і доглядають за пташенятами.

## Таксономія
Попередні уявлення про те, що рибалочки-чубані виникли в Новому Світі від спеціальзованого рибоїдного предка, який перетнув Берингову протоку і дав початок цьому роду і зеленим рибалочкам, а пізніше великочубий вид перетнув Атлантику і дав початок азійським і африканським рибалочкам-чубаням, ймовірно, є невірними. Наразі вважається, що цей рід походить зі Старого Світу, можливо, з Африки, і що предки північних і неотропічних рибалочок-чубанів перетинули океан і потрапили в Америку.
Рибалочок-чубанів раніше відносили до роду Ceryle разом зі строкатим рибалочкою, однак останній виявився генетично більш близьким до зелених рибалочок.

## Види
Виділяють чотири види:
- Рибалочка-чубань азійський (Megaceryle lugubris)
- Рибалочка-чубань африканський (Megaceryle maxima)
- Рибалочка-чубань неотропічний (Megaceryle torquata)
- Рибалочка-чубань північний (Megaceryle alcyon)

## Етимологія
Наукова назва роду Megaceryle походить від сполучення слова дав.-гр. μεγας — великий і наукової назви роду Строкатий рибалочка (Ceryle Boie, 1828).